# 绿芽俞藤
绿芽俞藤（学名：Yua chinensis），为葡萄科俞藤属下的一个种。

## 扩展阅读
維基物種上的相關：绿芽俞藤